# Syllepte carbatinalis
Syllepte carbatinalis là một loài bướm đêm trong họ Crambidae.